# St. Josef (Hetzerath)

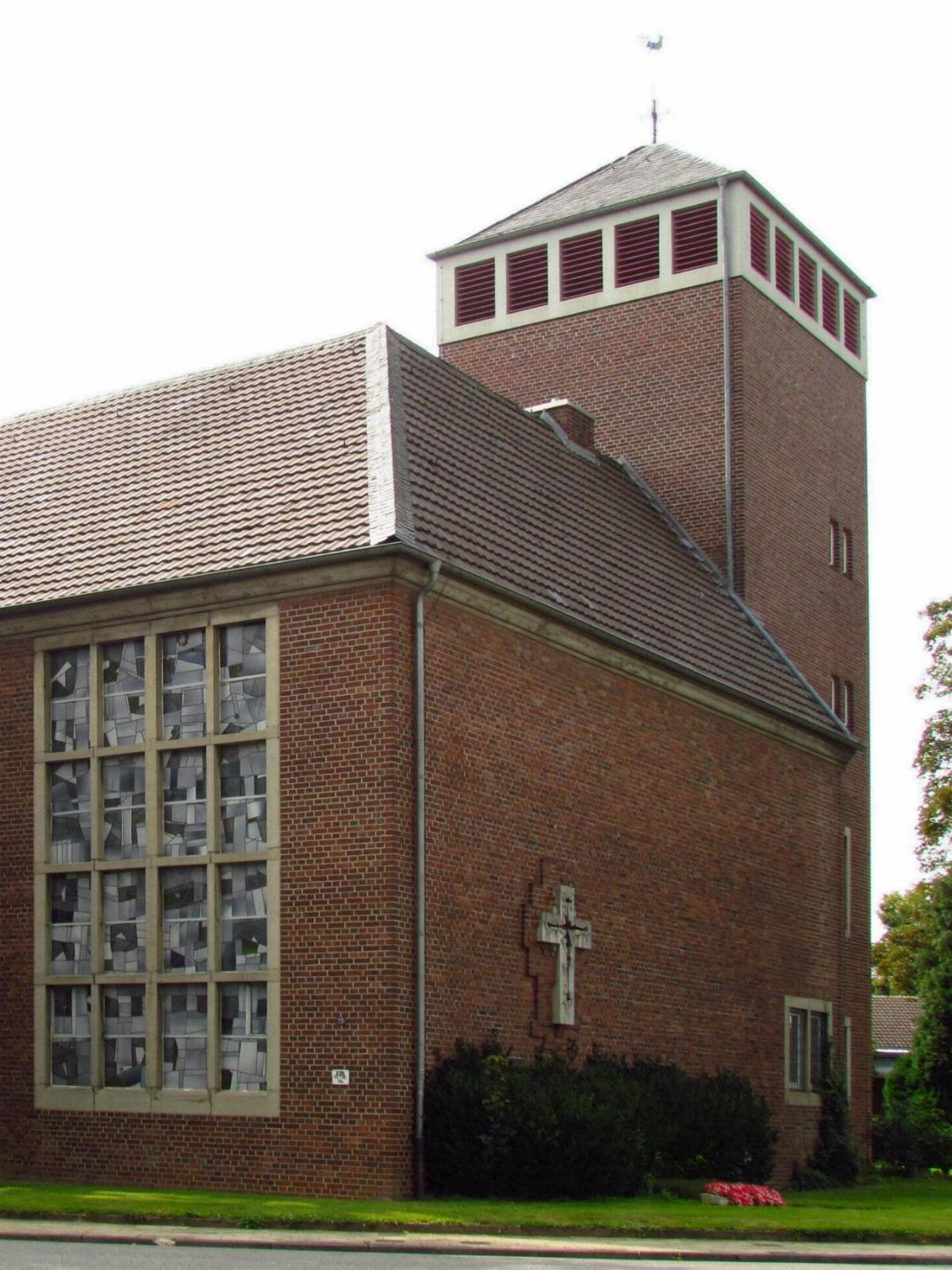
St. Josef in Hetzerath

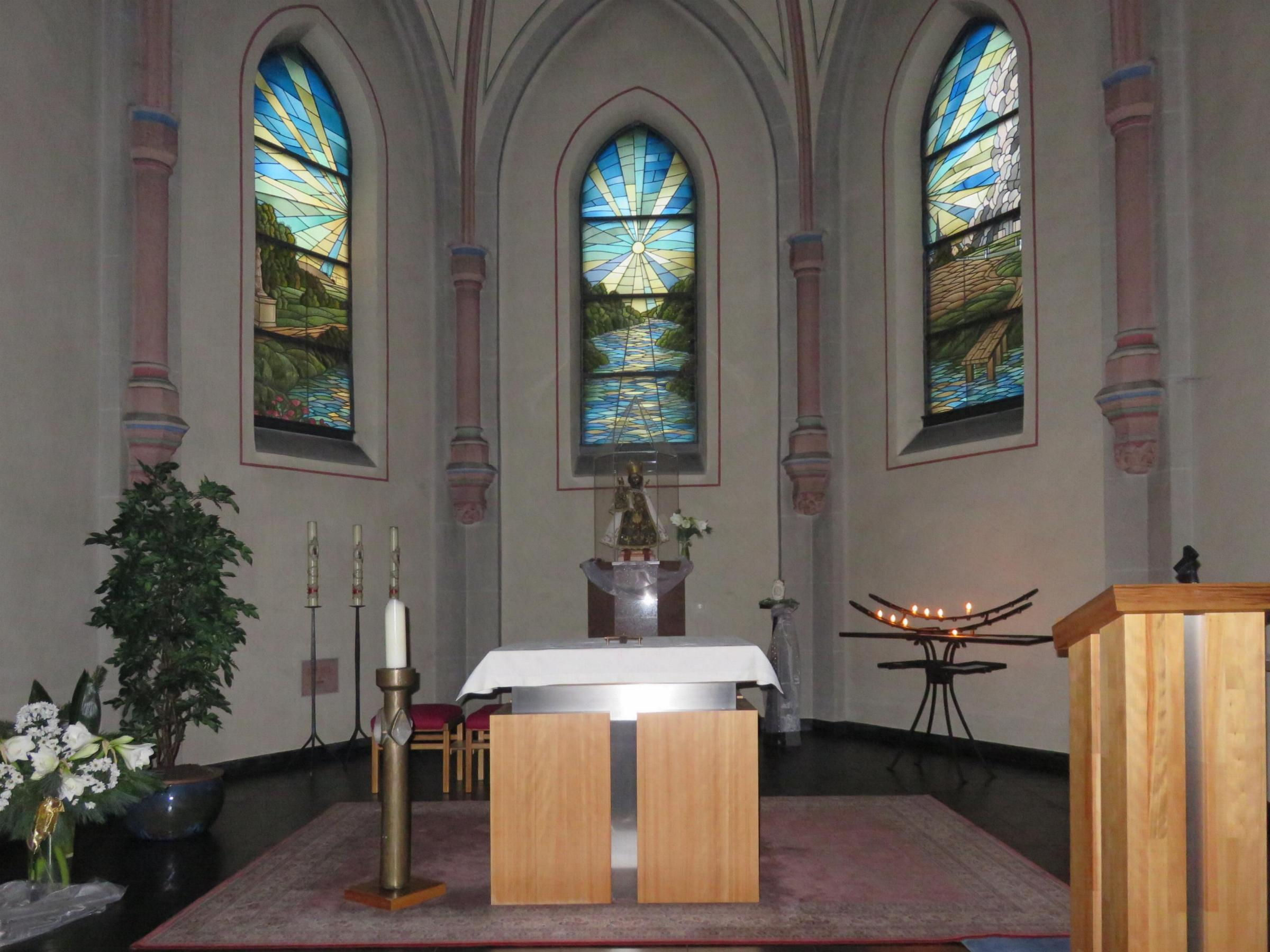
Chor der alten Kirche

Die Kirche St. Josef ist die römisch-katholische Filialkirche des Ortsteils Hetzerath der Stadt Erkelenz im Kreis Heinsberg (Nordrhein-Westfalen).

## Geschichte
Im Jahr 1896 gründete sich ein Kirchenbauverein zum Bau eines Gotteshauses in Hetzerath. 1909 wurde der Aachener Architekt Fritz Daniels zur Planung beauftragt. Am 3. Juni 1912 wurde schließlich der Grundstein gelegt und am 24. August bereits benediziert. Die Kirche ist jedoch nicht Richtung Osten ausgerichtet, sondern nach Norden. 1923 wurde eine Sakristei angebaut. Um das Jahr 1953 wurde die einschiffige, fünfjochige neugotische Saalkirche erweitert. An die Ostseite wurde nach Plänen des Erkelenzer Architekten Heinz Tillmanns eine zweischiffige Kirche mit einem kleinen nördlichen Seitenschiff und breitem Mittelschiff angebaut. Am 30. August 1953 wurde die neue Kirche geweiht.
Am 1. Januar 2010 wurde die Pfarre Hetzerath aufgelöst und ist seitdem keine eigenständige Pfarrgemeinde mehr. Sie wurde mit einigen anderen ehemaligen Pfarreien in die Pfarre St. Lambertus Erkelenz eingepfarrt. Diese fusionierte 2015 mit der Pfarre St. Maria und Elisabeth Erkelenz zur neuen Großpfarre Christkönig Erkelenz.

## Ausstattung
Im Innern der Kirche befindet sich eine moderne Ausstattung. Die Fenster der alten Kirche sind Werke des Künstlers Wolfgang Fröde aus den Jahren 1994 und 1995. Die Fenster der neuen schuf Hubert Spierling von 1957 bis 1961.

## Glocken
| Nr. | Name            | Durchmesser (mm) | Masse (kg, ca.) | Schlagton (HT-1/16) | Gießer                                                              | Gussjahr |
| 1   | Friedens-Glocke | 1081             | 799             | ges' −6             | Florence Hüesker, Fa. Petit & Gebr. Edelbrock, Gescher              | 1984     |
| 2   | Vocatus Voco    | 861              | 400             | b' −6               | Josef Feldmann und Georg Marschel, Fa. Feldmann & Marschel, Münster | 1954     |
| 3   | Maria           | 727              | 247             | des" −6             | Hans Hüesker, Fa. Petit & Gebr. Edelbrock, Gescher                  | 1978     |
| 3   | Joseph          | 652              | 181             | es" −5              | Hans Hüesker, Fa. Petit & Gebr. Edelbrock, Gescher                  | 1978     |

Motiv: Salve regina

## Pfarrer
Folgende Priester wirkten bis zur Auflösung der Pfarre 2010 als Pfarrer an St. Josef:
- 1925–1927: Wilhelm Butz
- 1928–1933: Suitbert Schmitz
- 1933–1940: Josef Görtz
- 1940–1950: Arnold Scheufens
- 1950–1962: Johannes Domsel
- 1962–1967: P. Johannes Karskens
- 1967–1979: Heinrich Weingartz
- 1980–1990: Bernhard Otten
- 1990–2010: Günter Salentin